# Marrupe
Marrupe es un municipio y localidad española de la provincia de Toledo, en la comunidad autónoma de Castilla-La Mancha. El término municipal tiene una población de 162 habitantes (INE 2024).

## Toponimia
No hay acuerdo a cerca de la procedencia del topónimo Marrupe. Para Gómez-Menor podría derivarse del árabe ma'sar ar-rubait 'molino de la pequeña rápia'. Para Tejero Robledo Marrupe procedería del latín MARRVBIVM, mientras que García Sánchez sugiere la unión de la raíz prerromana *mal, 'roca' con el término latín RVPEM, 'roca, peñasco', hipótesis que puede ser avalada por la zona de cerros y peñascos en que se encuentra el municipio. Tampoco se descarta la idea de que procediera de los colonizadores itálicos que llevaron este nombre desde el otro lado del Mediterráneo.

## Geografía
El municipio se encuentra situado «en terreno montuoso». Pertenece a la comarca de la Sierra de San Vicente y linda con los términos municipales de Navamorcuende al norte, Hinojosa de San Vicente al noreste, San Román de los Montes y Cervera de los Montes al sur y Sotillo de las Palomas al oeste, todos de Toledo. Por su término discurre el arroyo Marrupejo, afluente del río Guadyerbas.

## Historia
Se desconoce la época de su fundación, apareciendo por primera vez en un documento con fecha 7 de enero de 1268 en el que el rey Alfonso X donaba al obispo de Cuenca, Pedro Laurencio, unos terrenos: "damosle e otorgamosle doze yugadas de heredat para pan anno e vez en Cabeça Retamosa termino de Auila que es entre Guadierua e Marrupe e Rio Lobos e el Berrocal de Talauera". En 1285 pasó a manos de Juan García de Toledo.  Formó parte del marquesado de Montesclaros con capitalidad en el Castillo de Bayuela.
Hacia mediados del siglo XIX, el lugar tenía contabilizada una población de 94 habitantes. La localidad aparece descrita en el decimoprimer volumen del Diccionario geográfico-estadístico-histórico de España y sus posesiones de Ultramar de Pascual Madoz de la siguiente manera:

MARRUPE: v. con ayunt. en la prov. de Toledo (12 leg.), part. jud. de Talavera de la Reina (3), aud. terr. de Madrid (20), dióc. de Ávila (12), c. g. de Castilla la Nueva. sit. en terreno montuoso; es de clima calido, reinan los vientos E., S., y O., y se padecen remitentes é intermitentes. Tiene 56 casas, la de ayunt., cárcel, escuela de niños dotada con 400 rs. de los fondos públicos, á la que asisten 23; igl. parr. dedicada á San Bartolomé, con curato de entrada y provision ordinaria, y una ermita con el título de San Juan y la soledad: se surte de aguas potables en una fuente dentro del pueblo, y 6 en las inmediaciones, de buena calidad. Confina el térm. por N. con el de Navamorcuende; E. Hinojosa; S. Cervera; Segurilla, cuyos pueblos dist. de 1 á 2 leg., y comprende el desp. de Marrupejo; mucho monte poblado y 400 fan. de labor en terreno de mediana calidad. Los caminos son vecinales, en mediano estado. El correo se recibe en Talavera por los interesados. prod.: trigo, centeno, cebada, garbanzos y demas legumbres, frutas, seda, lino, vino, aceite y bellota: se mantiene ganado lanar, cabrío, de cerda, vacuno y de labor, y se cria caza de todas clases. ind. y comercio. 20 molinos harineros, se estraen los granos y frutos. pobl. 27 vec., 94 alm. cap. prod: 81,367 rs, imp.: 2,344 contr. segun el cálculo general de la prov. 74,48 por 0/0 presupuesto municipal 4,098, del que se pagan 800 al secretario por su dotacion, y se cubre por repartimiento vecinal.
(Madoz, 1848, pp. 276-277)

## Demografía
Cuenta con una población de 162 habitantes (INE 2024).
| Gráfica de evolución demográfica de Marrupe entre 1842 y 2021                                                         |
| |
| Población de derecho según los censos de población del INE. Población de hecho según los censos de población del INE. |

| 122                       | 124 | 128 | 141 | 134 | 143 | 157 | 160 | 160 | 155 |
| (Fuente: INE [Consultar]) |     |     |     |     |     |     |     |     |     |

NOTA: La cifra de 1996 está referida a 1 de mayo y el resto a 1 de enero.

## Administración
| Periodo   | Nombre                         | Partido |
| --------- | ------------------------------ | ------- |
| 1979-1983 | Pablo Jerónimo Vázquez         | UCD     |
| 1983-1987 | Maximiliano Hernández Jiménez  | AP      |
| 1987-1991 | Rosa María García Vázquez      | PSOE    |
| 1991-1995 | Isaac Resino Hernández         | PP      |
| 1995-1999 | Isaac Resino Hernández         | PP      |
| 1999-2003 | Isaac Resino Hernández         | PP      |
| 2003-2007 | Isaac Resino Hernández         | PP      |
| 2007-2011 | Enrique Medina Amor            | PSOE    |
| 2011-2015 | Enrique Medina Amor            | PSOE    |
| 2015-2019 | Elisa Isabel Hernández Vázquez | PP      |
| 2019-2023 | Elisa Isabel Hernández Vázquez | PP      |
| 2023-act. | José Carlos Hernández Vázquez  | PP      |

## Patrimonio
En la localidad hay una iglesia parroquial bajo la advocación de San Bartolomé. En el municipio se encuentra también la ermita de San Juan.

## Fiestas
- 20 de enero: San Sebastián.
- 24 de agosto: San Bartolomé.